# Аль Касми, Азза
Азза аль Касми (12 февраля 1985) — стрелок из Бахрейна, участница Летней Олимпиады 2012 года.

## Биография
Участвовала на 5 Летних Олимпиадах в 1976 в Монреале, 1980 в Москве, 1984 в Лос-Анджелесе, 2000 в Сиднее и 2012 году в Лондоне.
Дважды была знаменосцем своей сборной — в 1984 и 2000 годах.
На Олимпиаде-2012 в составе сборной Бахрейна участвовала в соревнованиях с винтовкой с трёх позиций на 50 метров, где, набрав 576 балла, заняла 33 место из 47.